# Sancho I di Guascogna
Sancho I Lopez o Lupo Sancho (VIII secolo – 812 circa) fu duca  di Guascogna, tra la fine dell'VIII secolo e l'inizio del IX secolo.

## Origine
Molto probabilmente figlio di Lupo II (718-775) e della moglie di cui non si conosce né il nome né gli ascendenti.

## Biografia
Alla morte del padre, Lupo II, probabilmente, nel 775, che, secondo lo storico del XIX secolo, Jean Justin Monlezun, fu fatto giustiziare, mediante impiccagione, da Carlomagno come risulta in una nota della Vita Hludovici Imperatoris dello storico del IX secolo, Eginardo, Sancho era ancora un giovinetto. Il fratello maggiore di Sancho, Adelrico, a cui spettò la parte occidentale con la Bassa Navarra, il Béarn (oggi parte del dipartimento Pirenei Atlantici) e la Bigorre (oggi quasi coincidenti con gli Alti Pirenei) gli subentrò nel governo della Guascogna assieme a Sancho, che aveva la parte orientale.
Sancho si riconobbe vassallo di Carlomagno e nel 781 del nuovo re d'Aquitania e futuro imperatore, Ludovico il Pio. Nel poema che il poeta francese, Ermold le Noir, contemporaneo di Sancho dedicò a Ludovico il Pio, nomina alcune volte, Sanchho (denominandolo Loup-Sancion o Sancion prince des Gascons) e sostiene che fu educato alla corte del re dei Franchi, Carlomagno, a cui giurò fedeltà.
Secondo la Charte d'Alaon, suo fratello, Adelrico fu catturato dagli uomini di Carlo Magno che lo esiliarono in Spagna, e, secondo lo storico del IX secolo, Eginardo, fu convocato dal re di Aquitania e futuro imperatore, Ludovico il Pio, gli fu confiscato il ducato e, senza possibilità di appello, fu esiliato dal regno.
Così tra la fine dell'VIII secolo e l'inizio del IX secolo, Sancho si trovò ad essere unico duca di Guascogna.
Nell'801, per ottemperare alla parola data, prese parte, ma molto contrariato, alla spedizione che portò alla conquista di Barcellona, con la conseguente costituzione dell'omonima contea.
Nell'802 Pamplona si ribellò e stipulò un'alleanza con l'emiro di Cordova.
Morì nell'812 circa e gli subentrò il nipote Semen o Jimeno.

## Discendenza
Sancho I dalla moglie di cui non si conoscono né il nome né gli ascendenti ebbe tre figli:
- Aznar I (?-836), conte di Guascogna Citeriore.
- Sancha, sposò il conte di Périgord, Emenon d'Angoulême († 866), da cui discese il duca di Guascogna, Arnoldo.
- Sancho II (?-855), conte di Guascogna Citeriore.

## Ascendenza
|                       |   |          | Genitori |  |  | Nonni |  |  | Bisnonni             |  |  | Trisnonni          |  |
|                       |   |          |          |  |  |       |  |  | Oddone I d'Aquitania |  |  | Boggio d'Aquitania |  |
|                       |   |          |          |  |  |       |  |  | Oddone I d'Aquitania |  |  | Boggio d'Aquitania |  |
|                       |   | Oda      |          |  |  |       |  |  | Oddone I d'Aquitania |  |  |                    |  |
| Attone di Aquitania   |   |          |          |  |  |       |  |  | Oddone I d'Aquitania |  |  |                    |  |
|                       |   | Valtrude | …        |  |  |       |  |  |                      |  |  |                    |  |
|                       |   | Valtrude | …        |  |  |       |  |  |                      |  |  |                    |  |
|                       |   | Valtrude | …        |  |  |       |  |  |                      |  |  |                    |  |
| Lupo II di Guascogna  |   | Valtrude |          |  |  |       |  |  |                      |  |  |                    |  |
|                       |   | …        | …        |  |  |       |  |  |                      |  |  |                    |  |
|                       |   | …        | …        |  |  |       |  |  |                      |  |  |                    |  |
|                       |   | …        | …        |  |  |       |  |  |                      |  |  |                    |  |
| …                     |   | …        |          |  |  |       |  |  |                      |  |  |                    |  |
|                       |   | …        | …        |  |  |       |  |  |                      |  |  |                    |  |
|                       |   | …        | …        |  |  |       |  |  |                      |  |  |                    |  |
|                       |   | …        | …        |  |  |       |  |  |                      |  |  |                    |  |
| Sancho I di Guascogna |   | …        |          |  |  |       |  |  |                      |  |  |                    |  |
|                       | … | …        |          |  |  |       |  |  |                      |  |  |                    |  |
|                       | … | …        |          |  |  |       |  |  |                      |  |  |                    |  |
|                       | … | …        |          |  |  |       |  |  |                      |  |  |                    |  |
| …                     | … |          |          |  |  |       |  |  |                      |  |  |                    |  |
|                       |   | …        | …        |  |  |       |  |  |                      |  |  |                    |  |
|                       |   | …        | …        |  |  |       |  |  |                      |  |  |                    |  |
|                       |   | …        | …        |  |  |       |  |  |                      |  |  |                    |  |
| …                     |   | …        |          |  |  |       |  |  |                      |  |  |                    |  |
|                       |   | …        | …        |  |  |       |  |  |                      |  |  |                    |  |
|                       |   | …        | …        |  |  |       |  |  |                      |  |  |                    |  |
|                       |   | …        | …        |  |  |       |  |  |                      |  |  |                    |  |
| …                     |   | …        |          |  |  |       |  |  |                      |  |  |                    |  |
|                       |   | …        | …        |  |  |       |  |  |                      |  |  |                    |  |
|                       |   | …        | …        |  |  |       |  |  |                      |  |  |                    |  |
|                       |   | …        | …        |  |  |       |  |  |                      |  |  |                    |  |
|                       |   | …        |          |  |  |       |  |  |                      |  |  |                    |  |

### Fonti primarie
- (LA)  Monumenta Germaniae Historica, tomus II.